# Bò Albera
Bò Albera là một loài bò bản địa có kích thước nhỏ có nguy cơ tuyệt chủng. Bò giống nà có nguồn gốc từ dãy núi Albera, phân chia Catalonia từ Pháp và nằm một phần trong vùng đồng bằng của Alt Empordà ở tỉnh Girona của Catalan, và một phần trong sa mạc Vallespir ở tỉnh Pyrénées - Pháp Orientales. Loài bò này có khả năng chịu lạnh cao, mặc dù dễ bị nóng, và thích nghi tốt với địa hình dốc của khối núi.:28
Hiệp hội các nhà lai tạo, Hiệp hội các nhà khoa học, được thành lập vào năm 2008. Giống Albera được công nhận chính thức vào ngày 27 tháng 7 năm 2011; một tiêu chuẩn giống đã được phê duyệt, và một cuốn sách về giống được thành lập. Vào cuối năm 2014, tổng số lượng bò được ghi nhận là 763, trong đó 618 con cái và 145 con đực.

## Sử dụng và quản lý
Albera có khả năng chịu lạnh cao, mặc dù dễ bị ảnh hưởng bởi nhiệt độ, và thích nghi tốt với địa hình dốc của khối núi Albera. Bò giống này được giữ quanh năm trong điều kiện bán hoang dã, ở độ cao từ 200 đến 1000 mét, tìm kiếm thức ăn bao gồm cả chồi và trái sồi của cây dẻ gai mọc tại khối núi.:28 Chúng ít tiếp xúc với con người, và năng lực sản xuất thấp: bò sinh bê mỗi hai năm, và sản xuất sữa vừa đủ cho bê, năng suất thịt rất thấp, khoảng 35-40%.:30 Gia súc được sử dụng trong quản lý thực vật: bằng cách dọn sạch bụi cây, chúng giúp ngăn ngừa cháy rừng.:387